# Bananovec
Bananovec (znanstveno ime Musa) je rod večletnih rastlin tropskega izvora. Steblo ali bolj pravilno imenovno »pseudosteblo« kjer listi tvorijo rozeto ki se samodejno podpira. V vegetacijskem obdobju raste bananovec skupaj z obilico stranskih (hčerinskih) poganjkov. Stranski poganjki se odstranjujejo zaradi koncentriranja hranil v starševski rastlini. Pri vzgajanju se načrtno odbira ustrezni stranski poganjek za naslednjo rastno sezono po obliki listov in vigorju. Po videzu bananovci spominjajo na palmo. Obstaja več sto različnih vrst bananovcev. Njihov plod je banana. 
Na eni rastlini letno zraste približno 60 kg istoimenskih sadežev (150 banan). Prve plantaže so zasadili Portugalci pred 500 leti v Srednji Ameriki s čimer se španci ne strinjajo saj večino komercialno zanimivih kultivarjev gojijo sami. Danes prevladuje kultivar 'Dwarf Cavendish'. Ker se bananovci klonirajo oz. vegetativno razmnožujejo, ni možno križanje (samo redke vrste niso sterilne). Sadeži ne smejo zoreti na steblu. Postali bi mokasti in neokusni. Domačini tudi zase sadeže odsekajo še zelene in ji zorijo v senci. Banane za daljne dežele takoj odnesejo v ladijske hladilnike. Tam jih hranijo pri temperaturi manjši od 13 °C. S tem je prekinjeno zorenje. Če pade temperatura pod 12 °C banane porjavijo. Ko prispejo na cilj jim temperaturo dvignejo za približno 5 dni na približno 16 °C oz. jih zaplinijo, da hitreje dozorijo. Največji proizvajalci banan so Indija, Ekvador, Brazilija, Filipini,... Največji uvozniki so ZDA, EU in Japonska. Najznamenitejše blagovne znamke so Derby, Bonita, Chiquita, Dole, Del Monte,...